# Kolodvorska ulica (Ljubljana)
Kolodvorska ulica (Ljubljana) (deutsch: Bahnhofgasse) ist der Name einer Straße in Ljubljana, der Hauptstadt Sloweniens, im Stadtbezirk Center. Sie ist benannt nach dem Laibacher Hauptbahnhof am nördlichen Straßenende.

## Geschichte
Die heutige Straße wurde 1876 mit dem heutigen Namen neu angelegt. Zwischen 1957 und 1991 wurde sie Moša Pijadejeva cesta genannt.

## Lage
Die Straße beginnt an der Kreuzung von Dalmatinova ulica und Mala ulica. Sie verläuft nach Norden bis zum Platz der Befreiungsfront am Hauptbahnhof.

## Abzweigende Straßen
Die Kolodvorska ulica berührt folgende Straßen und Orte (von Süden nach Norden): Komenskega ulica, Tavčarjeva ulica, Čufarjeva ulica, Pražakova ulica und  Slomškova ulica

## Bauwerke und Einrichtungen
Die wichtigsten Bauwerke und Einrichtungen entlang der Straße sind von Süden nach Norden:
- Radiotelevizija Slovenija (RTV SKLO)[3]
- Kinodvor[4]
- Rudolf-Maister-Denkmal